# Felipe Gutiérrez
Felipe Alejandro Gutiérrez Leiva, dit Felipe Gutiérrez, est un footballeur international chilien, né le 8 octobre 1990 à Quintero. Il joue au poste de milieu offensif.

## Biographie

### Parcours en club
Le 6 juillet 2023, il retourne au Sporting de Kansas City où il signe un contrat jusqu'au terme de la saison 2023.

## Palmarès

### En club
Universidad Católica
- Champion du Chili en 2010 et 2021
- Vainqueur de la Coupe du Chili en 2011

### En sélection
- Vainqueur de la Copa América en 2015
- Finaliste de la Coupe des confédérations en 2017

### Distinctions personnelles
FC Twente
- Élu meilleur joueur du championnat de la saison 2013-2014

## Statistiques
| Saison    | Club                 | Pays             | Championnat        | Coupes nationales | Coupes Continentales | Chili            |
| --------- | -------------------- | ---------------- | ------------------ | ----------------- | -------------------- | ---------------- |
| 2009      | Universidad Católica | Primera División | 2 matchs           | 1 match           | -                    | -                |
| 2010      | Universidad Católica | Primera División | 15 matchs / 2 buts | 1 match / 1 but   | -                    | 2 matchs         |
| 2011      | Universidad Católica | Primera División | 22 matchs / 9 buts | 14 matchs / 1 but | 13 matchs            | 3 matchs         |
| 2012      | Universidad Católica | Primera División | 15 matchs / 7 buts | 2 matchs          | 6 matchs / 2 buts    | 3 matchs         |
| 2012-2013 | FC Twente            | Eredivisie       | 23 matchs / 2 buts | 6 matchs / 2 buts | 9 matchs / 1 but     | 4 matchs / 1 but |
| 2013-2014 | FC Twente            | Eredivisie       | 13 matchs          | 1 match           | -                    | 3 matchs         |

Dernière mise à jour le 23 novembre 2013